# Dschebel Ansariye
Dschebel Ansariye, arabisch جبال الأنصارية, DMG Ǧibāl al-Anṣārīya, auch Dschebel al-Alawia, Jabal an-Nusayriyah und Jabal al-Ladhiqiyah; ist ein parallel zur Mittelmeerküste verlaufendes Bergmassiv im Westen von Syrien. Von der südlichen Fortsetzung als Libanongebirge sind die durchschnittlich 1200 Meter hohen Berggipfel durch das Tal des (südlichen) Nahr al-Kabir, des syrisch-libanesischen Grenzflusses, getrennt. An der nördlichen Absenkung verläuft die Straße zwischen der Hafenstadt Latakia und Dschisr asch-Schugur über den Bdama-Pass.

## Name
Dschebel heißt arabisch جبل, DMG Ǧabal ‚Berg‘, Ansariya ist die arabische Pluralform von Nusairiya und bezieht sich auf Alawiten, die auch als Nusairier bezeichnet werden und sich ab dem Mittelalter als größte Minderheit niedergelassen haben. Das Gebiet liegt überwiegend innerhalb des Gouvernements Latakia.

## Geologie
Die nord-südliche Längsrichtung des Dschebel Ansariye beträgt etwa 110 Kilometer, das mittlere Profil in Ost-West-Richtung ragt auf etwa 25 Kilometer über die Höhenlinie von 500 Meter hinaus, wobei das Gebiet mit Höhen über 1000 Meter weniger als halb so breit ist. Der höchste Gipfel, der Nebi Yunes mit 1562 Meter, liegt etwa 3 Kilometer von Slinfah entfernt auf dem im Norden selten unter 1300 Meter hohen Kamm über dem östlichen Steilabfall zur Ghab-Ebene. Der Ghab ist ein tektonischer Graben, dessen Einbruch vermutlich erst im Quartär erfolgte. Er wird in nördlicher Richtung vom Nahr al-Asi (Orontes) durchflossen und im Osten durch das Bergland des bis zu 937 Meter hohen Dschebel Zawiye (az-Zawiya), dem südlichen Teil des nordsyrischen Kalksteinmassivs begrenzt. Richtung Mittelmeer erfolgt eine sanfte Abdachung mit allmählichem Übergang ins Küstenvorland.
Der Dschebel Ansariye ist aus einer spätpliozän-quartären Krustenbewegung entstanden, die einen vom Meer ansteigenden breiten Rücken gebildet hat. Die teilweise steilen Täler, die diesen Rücken zergliedern, sind Abfallkanten, die bei der Entstehung des Bruchfaltengebirges durch Verschiebungen im Schichtverlauf aufgebrochen sind. Diese Quertäler mit dazwischenliegenden Riedel reichen teilweise bis in die Kammregion hinauf. Im nördlichen Teil des Bergmassivs bildet sich im Schichtverlauf eine Sprunghöhe von bis zu 1700 Meter nach Osten, die einen ungegliederten Steilabfall von über 1000 Meter zur Ebene des Ghab zur Folge hat. Die beiden anderen, deutlich höheren Gebirgszüge, der Anti-Libanon und dessen südliche Fortsetzung als Hermon, haben dieselbe geologische Entstehungsgeschichte. Alle haben einen, den europäischen Mittelgebirgen vergleichbaren, nur wenig gegliederten Gipfelbereich. Viele Flächen sind verkarstet, an einigen Stellen treten schroffe Felsformationen hervor. Beim Dschebel Ansariye finden sich in der aus Jurakalk bestehenden Kammregion Dolinen mit einem Durchmesser von bis zu zwei Kilometern und 150 bis 350 Metern Tiefe.
Bis zum mittleren Tertiär bildeten Dschebel Ansariye und Libanongebirge einen durchgehenden Höhenzug; die beide trennende Ebene von Akkar, durch die der Nahr al-Kabir fließt, bildete sich erst im Spätpliozän. Auch das Becken von Antakya im Norden war vorher noch nicht existent. Das Küstengebirge stellte auf ganzer Länge eine Wasserscheide dar, sodass der damalige Orontes und der Afrin bis dahin zum Euphrat entwässerten. Die Ghab-Senke ist die nördlichste Fortsetzung des Großen Afrikanischen Grabenbruchs, der über das Rote Meer, den Jordangraben, die Bekaa-Ebene und weiter bis Antakya (Hatay-Graben) verläuft. Entlang dieser Linie driften bis heute die afrikanische und die arabische Kontinentalplatte auseinander.

## Geografie
Der Bdama-Pass, der das Bergland im Norden begrenzt, bildet die Wasserscheide zwischen dem Orontes im Landesinnern und dem kleinen (nördlichen) Nahr al-Kabir, der hier entspringt und nach 28 Kilometern in südwestlicher Richtung wenig südlich von Latakia ins Meer fließt. Die Straße verläuft ebenfalls durch dieses Tal. Die Ebene von Akkar im Süden ist ein fruchtbares Küstenvorland, das sich von Tartus bis fast zur libanesischen Hafenstadt Tripoli erstreckt. Sie stellt den einzigen natürlichen Verkehrskorridor zum syrischen Binnenland dar. Bereits in der Antike verlief eine Handelsroute vom mittleren Euphrat über das auf demselben Breitengrad gelegene Qatna ans Meer.
Auf das Küstenvorland im Westen folgen landeinwärts in tieferen Lagen kleine und magere Ackerflächen an Hängen, die durch Mauern aus Lesesteinen terrassiert sind und auf denen Getreide und Obstbäume gedeihen. Das wichtigste Anbauprodukt für den Markt ist im nördlichen Bereich Tabak, der seit dem 17. Jahrhundert gepflanzt wird. Ebenso gehen Erdnüsse überwiegend in den Export. Zwischen Tartus und Baniyas reichen Ausläufer der Berge bis fast ans Meer. Das Bergland südlich davon ist ein seit osmanischer Zeit wichtiges Anbaugebiet für Oliven. Ebenso alt und eine Besonderheit ist hier der Anbau von Maulbeerbäumen für die Seidenraupenzucht, die besonders von Christen betrieben wird, die um Safita leben.
Der Dschebel Ansariye gehört zu den regenreichsten Gebieten von Syrien. Lagen über 1000 Meter zählen zum mediterran-ozeanischen Höhenklima mit 900 bis 1200 Millimeter Niederschlag im Mehrjahresdurchschnitt, die überwiegend zwischen November und Februar fallen. Während das Küstenvorland über 700 Millimeter empfängt, fallen auf die im Windschatten gelegenen Gebiete weiter östlich nur maximal 500 Millimeter. Die Maximaltemperatur im Juli / August liegt in den Höhenlagen unter 28 °C, hinzu kommt eine angenehme nächtliche Abkühlung. Dafür liegen die Durchschnittstemperaturen im Januar zwischen 0 und 5 °C, mit Minimaltemperaturen unter −5 °C. An über 20 Tagen fällt dann Schnee, der bis ins Frühjahr liegenbleiben kann.
Wegen der Frostempfindlichkeit von Olivenbäumen liegt die Höhengrenze für ihren Anbau bei 900 Meter. Im Alten Testament wird die Zeder als Charakterbaum für den Libanon und den Dschebel Ansariye erwähnt. Das ist nur noch sehr eingeschränkt zutreffend, da die Hochwaldbestände seit der Antike abgeholzt wurden. Waldgebiete, die bis ins 19. Jahrhundert noch erhalten waren, fielen spätestens im Ersten Weltkrieg dem Eisenbahnverkehr mit seinem hohen Bedarf an Brennholz zum Opfer. Der ursprüngliche Wald ist in tieferen Lagen, unter 800 Meter, gänzlich in Ackerflächen, Obst- oder Olivenbaumpflanzungen umgewandelt worden. Alte Eichenbestände haben sich in winzigen Bauminseln an abgelegenen Orten um Mausoleen erhalten, an denen von Alawiten, Drusen oder Sunniten ein Heiliger verehrt wird, und die deshalb nicht gefällt werden dürfen. Nördlich von Safita wachsen an einigen Stellen Edelkastanien.

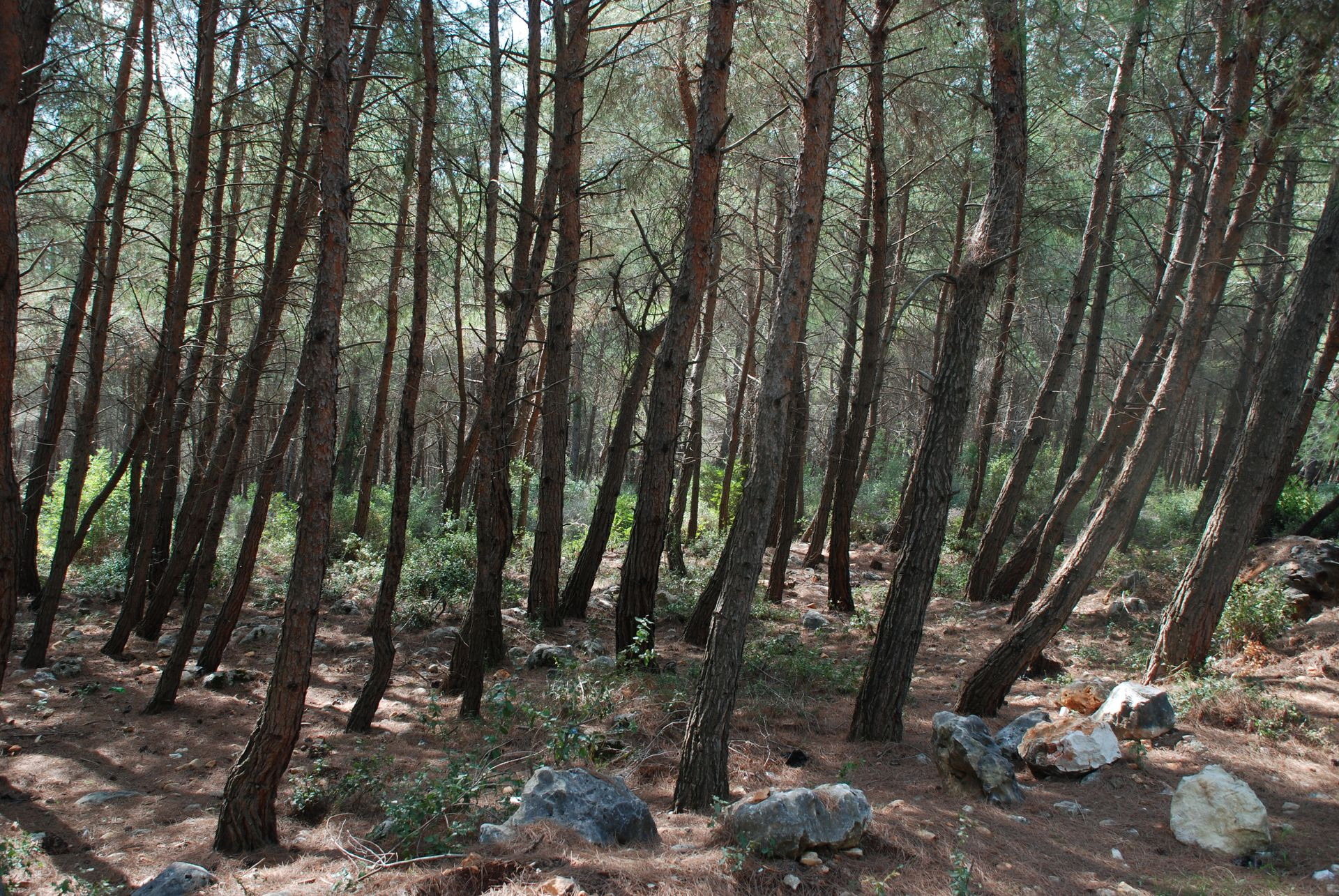
Schutzgebiet mit Kalabrischer Kiefer bei der Saladinsburg

In Höhenlagen von 800 bis 1200 Metern gehören immergrüne und laubabwerfende Eichen wie die Traubeneiche (Quercus sessiliflora), Portugiesische Eiche (Quercus lusitanica) oder die Kermeseiche (Quercus coccifera) zum alten Bestand. An feuchteren Standorten kommen Orientalische Hainbuche (Carpinus orientalis), Syrischer Ahorn (Acer syriacum) und einige kleinere mitteleuropäische Laubbäume hinzu. Durch selektive Abholzung wurde der Eichenanteil dezimiert. Der einzige dichte und vor der Abholzung geschützte Hochwald steht östlich der Saladinsburg hinauf in Richtung Slinfah. Die Kalabrische Kiefer (Pinus brutia) sorgt hier nicht nur für besondere Arten von Unterholz, sondern auch für ein Mikroklima, das von Feiertagsausflüglern geschätzt wird. Die übrigen Flächen des Hochlandes sind stark degradiert und sind mit typischen Arten der Macchie besiedelt.
An den Gipfelbereichen über 1200 Meter herrschen in der submontanen Stufe durch den permanent starken Wind gebeugte Nadelbäume vor, besonders die Kilikische Tanne (Abies cilicica) und die Libanon-Zeder (Cedrus libani), teilweise auch Libanon-Eiche (Quercus libani). Eine besonders dichte Vegetation mit einem hohen Artenreichtum wächst am Ostabfall zum Ghab. Zwischen der Macchie stehen Tannen, Eichenarten, Ahorn und Pistazien. Der schwer zugängliche Steilhang hat die Nutzung weitgehend verhindert.
Am südöstlichen Abhang des Bergmassivs erhebt sich der 1128 Meter hohe Schildvulkan des Dschebel Helou über die 500 bis 600 Meter des Umlandes. Die aus den Lavamassen gebildeten Basaltfelder bedecken große Flächen. Es hat sich, ähnlich wie in den ungünstigen Gebieten des Hauran, sehr wenig für den Ackerbau geeigneter Verwitterungsboden gebildet. Trotz hoher Niederschläge gedeihen nur an einigen Stellen Winterweizen und im Sommer Melonen. Die christlichen Dörfer betreiben überwiegend Weinbau.

## Geschichte und Bevölkerung

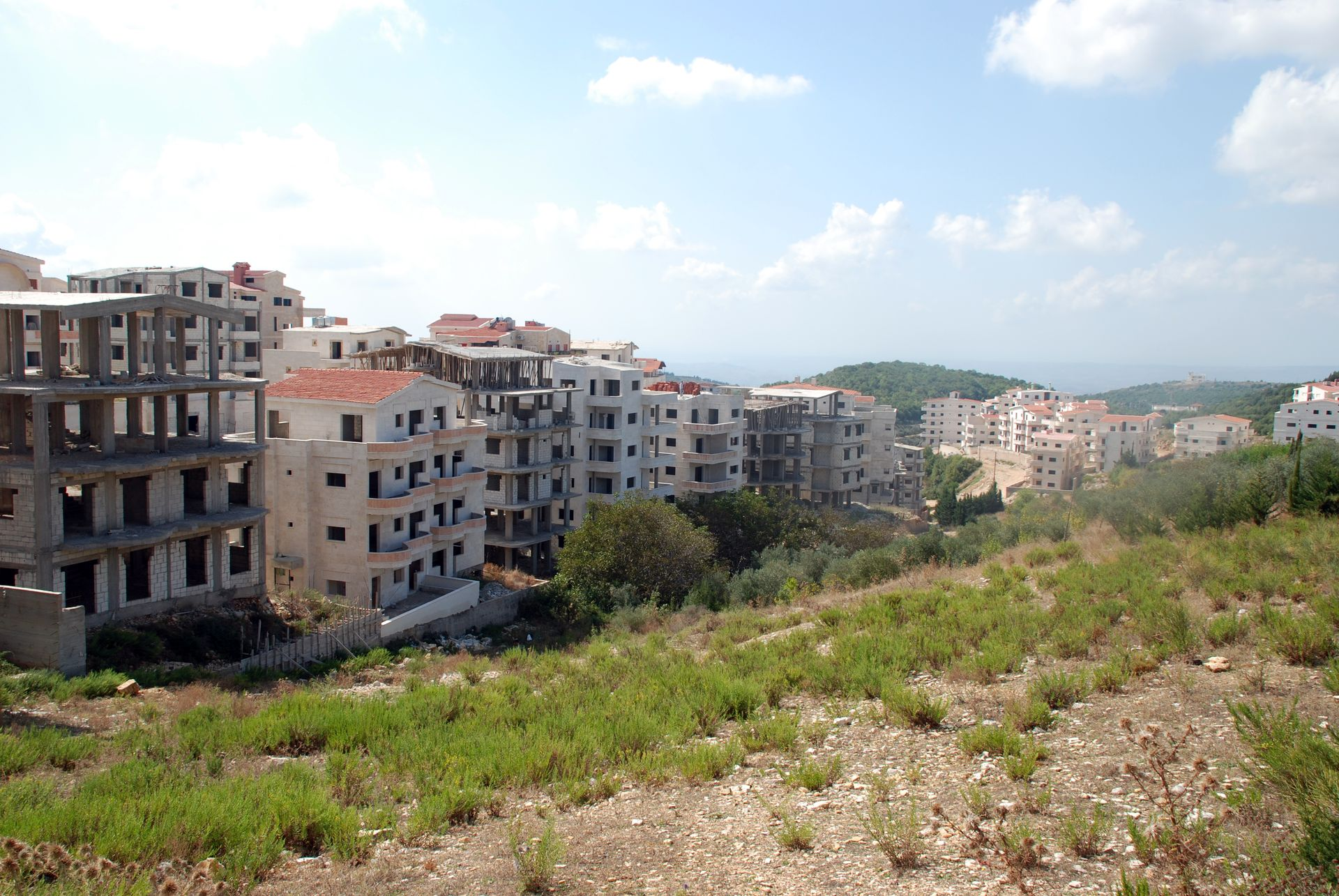
Landschaftszersiedelung in den Höhenlagen im Norden. Einzugsgebiet von Latakia

Am Westhang des Dschebel Ansariye bestand im 10. Jahrhundert eine erste Anlage der Saladinsburg als byzantinischer Grenzposten. Der in den südlichen Ausläufern des Berggebietes von den Kreuzfahrern angelegte Krak des Chevaliers wurde im 11. Jahrhundert errichtet. Ansonsten dürften die Wälder des Dschebel Ansariye bis zu dieser Zeit unbesiedelt gewesen sein. Mit den Kreuzfahrern waren im 12. und 13. Jahrhundert teilweise die kriegerischen Assassinen verbündet, wie die Glaubensgemeinschaft der Ismailiten in dieser Zeit genannt wurde. Von ihren Bergfestungen heraus verübten sie Überfälle und waren als Lokalherrscher anerkannt, bis ihre Stellungen um 1271 vom mamelukischen Sultan Baibars I. erobert wurden.
In den folgenden Jahrhunderten dienten die Wälder allgemein als Rückzugsgebiete für religiöse Minderheiten. Diese schlossen sich nach außen gegenüber den Beduinen des Umlandes ab und unternahmen nur gelegentliche Raubzüge. In größerer Zahl kamen Ismailiten ab 1260, als sie von ihrem Hauptsitz Salamiyya nach dem Mongoleneinfall hierher flohen. Heute machen Ismailiten etwa ein Prozent der syrischen Bevölkerung aus, die meisten von ihnen wanderten Mitte des 19. Jahrhunderts wieder in das Jungsiedelland Salamiyya am Rand der syrischen Wüstensteppe als ihrer angestammten Heimat zurück. In den Orten Masyaf mit der ehemals bedeutendsten Assassinenburg im Zentrum (1140/41 eingenommen) und in Qadmus (die Burg kam 1132/33 in den Besitz der Assassinen) lebt noch eine ismailitische Bevölkerungsmehrheit.
Eine größere, vom schiitischen Islam abgespaltene Glaubensrichtung sind die Alawiten, die im Mittelalter und verstärkt ab dem 17. Jahrhundert in die Berggebiete einwanderten. Sie stellen die Mehrheit der ländlichen Bevölkerung im Gouvernement Latakia. Wie die Drusen in Südsyrien bilden sie traditionell eine zurückgezogene, dörfliche Gesellschaft. Die einzelnen alawitischen Stammesgruppen waren gegeneinander feindlich eingestellt und trugen häufig Fehden untereinander aus.
Der Dschebel Ansariye blieb zur Mitte des 20. Jahrhunderts eines der rückständigsten und kaum erschlossenen Gebiete Syriens und lag eingekeilt zwischen den malariaverseuchten und fast unbesiedelten Regionen des Küstenvorlandes und der Ebene des Ghab. Um 1930 starben zwei von drei Kindern vor Erreichen des ersten Lebensjahres. Die Bevölkerungszahl lag in dieser Zeit bei 5 bis 25 Einwohnern pro Quadratkilometer in den Höhenlagen gegenüber 50 bis 100 in den Ackerebenen im Osten.
Von Anfang bis Mitte des 20. Jahrhunderts war die Bevölkerungszunahme auf dem Dschebel Ansariye deutlich geringer als im Landesdurchschnitt. Durch ständige Realteilung war der Besitz der Bauern, die auf ihrem eigenen Land wirtschafteten zersplittert. 60 Prozent der Betriebe besaßen um 1960 weniger als zwei Hektar Land. Viele Alawiten und Ismailiten wanderten vor der relativen Überbevölkerung des Berglandes auf der Suche nach Arbeitsplätzen in die Kleinstädte der Ackerebenen zwischen Homs und Aleppo ab, während die Christen von dort ab den 1960er Jahren in Gebiete mit neu erschlossenem Ackerland im Euphrattal und in der nordöstlichen Dschazīra-Region zogen.
Die wenigen christlichen Orte, besonders im Süden des Berglandes (wie Safita) waren durch ihre wirtschaftlichen Kontakte in den Libanon aufgeschlossener und geschäftlich erfolgreicher. Eine wohlhabende libanesische Oberschicht zog sich ab dem Beginn des 20. Jahrhunderts in den heißen Sommermonaten in die Berge zurück. So entstanden auch im Süden des Dschebel Ansariyye einige Sommerfrischen. Von Christen aus Latakia wurde um 1928 im Norden Slinfah gegründet. Einer weiteren Landflucht der dörflichen Bevölkerung tritt seit den 1990er Jahren der beschleunigte Neubau von Wohnblocks mit städtischem Charakter entgegen, die als Ferienwohnungen verkauft und vermietet werden und zu einer unangepassten Landschaftszersiedelung führen. Gut ausgebaute Straßen sorgen dafür, dass diese neugegründeten Siedlungen „im Grünen“ auch von Berufspendlern zu den Küstenstädten genutzt werden können.